# 丹阳镇 (淅川县)
丹阳镇，原名九重镇，古称九重堰，因九重水堰而得名。是中国河南省南阳市淅川县下辖的一个镇，在淅川县的东南部，地处两省四县市（河南邓州市、淅川县，湖北丹江口市、老河口市）结合部，是南水北调中线工程渠首陶岔渠所在地，全镇总面积134平方公里。

## 历史

### 镇名由来
古人在这里兴修水利，建有九重水堰故称九重堰。清代和民国时期的资料都将该地称为九重堰。近代声称是蒙古人的后裔在此修建九重院而得名之说实为误传，这种谬传是因堰和院的读音近似造成的。

### 历史沿革
- 古代为九重堰
- 1958年建九重人民公社
- 1972年前隶属于邓县，之后划归淅川县
- 1984年改九重乡
- 1996年升格为九重镇

## 民族
九重境内居民以汉族人为主，分布有少量蒙古族，元朝末年的公元1368年，朱元璋进攻大都（今北京），推翻元朝。元惠宗妥懽贴睦尔北上逃回蒙古，元镇殿四陀王也准备北逃之际，明军将雁门关封锁，无奈之下，慌忙南逃，途径河南濮阳并与明军再次一战，但以失败告终，四佗王在交战中失踪，孙子为保全性命，遣散了军队兵马，渡过黄河，一路逃至镇平晁陂镇一带，发现此地不宜隐蔽，于是又向西逃亡，直到在现在的九重镇落脚，从此安居于此地。1949年后，九重镇的蒙古族人一直要求恢复自己的民族，在1982年人口普查后，经上级部门考证，使他们恢复了自己的民族。如今，这里的蒙古族人分布在19个自然村，约1200多户5600余人，经过几百年的变迁，他们的习俗跟汉族已经没有差别。

## 名胜古迹
- 唐王桥遗址
- 南水北调中线渠首风景区
- 张河新石器时代遗址

| 丹江口水库旅游图                                                                                           |
| --- |
| ▲丹江口大坝 ▲武当山 ▲ 丹江大观苑 ▲坐禅谷 香严寺▲ 太极峡▲ 八仙洞 ▲丹江小三峡 ▲ 丹阳湖 渠首 ▲ 杏山地质公园 ▼ |